# Asulam
Asulam ist eine chemische Verbindung aus der Gruppe der Carbamate und ein selektiv gegen Farne und Ampfer wirkendes Herbizid. Die Wirkung basiert auf der Hemmung der Dihydropteroatsynthase.

## Gewinnung und Darstellung
Asulam kann durch mehrstufige Reaktion durch Chlorsulfonierung von Acetanilid mit Chlorsulfonsäure, Umsetzung des Sulfonylchlorids mit Ammoniak zum Sulfonamid, weitere Umsetzung mit Chlorameisensäuremethylester zum Urethan und Verseifung des Acetamides mit Natronlauge gewonnen werden.
In der Regel wird das Natriumsalz von Asulam in Formulierungen verwendet.

## Zulassung
Asulam war von 1971 bis 1992 in Deutschland als Herbizid zugelassen. Der Wirkstoff Asulam ist in der Europäischen Union nicht für die Verwendung in Pflanzenschutzmitteln genehmigt.
In Deutschland und Österreich sind keine Pflanzenschutzmittel mit diesem Wirkstoff zugelassen, in der Schweiz sind Produkte für den Einsatz gegen Farne und Ampfer erhältlich.
In der Umwelt wird Asulam zum Antibiotikum Sulfanilamid abgebaut.